# Le scarpe appese al cuore
Le scarpe appese al cuore: storia di un trapianto è il primo romanzo dello scrittore Ugo Riccarelli. Vi si narra la storia dell'autore, gravemente ammalato ed in seguito sottoposto a trapianto di cuore e polmoni.
Il libro è vincitore del Premio Letterario Chianti  1996'

## Trama
L'autore narra la storia in prima persona, a partire da quando era un bambino asmatico e i genitori lo avevano portato in un collegio al mare. Gli altri ospiti del collegio miglioravano, lui era sempre lo stesso: non sapeva cosa significasse respirare in modo semplice e naturale. Con l'età adulta, Ugo è peggiorato di giorno in giorno, nonostante le massicce dosi di farmaci che i medici gli somministrano e che lui impara a conoscere. Le condizioni dei suoi polmoni sono tali da impedire al sangue di ossigenarsi correttamente e anche il cuore è sempre più affaticato.
Nel 1990 le prospettive terapeutiche consentono oramai solo un trapianto e Ugo va in Inghilterra con il fratello. Accolto in una struttura ospedaliera molto avanzata, ma anche confortevole per le premure che il personale dedica ai pazienti, Ugo viene sottoposto a moltissime analisi in seguito alle quali è considerato un aspirante all'operazione finale. Però le cose vanno per le lunghe: un giorno patisce la delusione di essere stato vicinissimo al trapianto, ma poi la possibilità è sfumata. Costretto a vivere circondato da tubi e dispositivi di ogni genere, egli soffre già molto e l'abbattimento lo induce a gesti disperati. Più di un compagno di sorte muore prima che sia per lui arrivato il giorno della soluzione e questo aumenta l'ansia di Ugo.
Nel frattempo sono giunti dall'Italia i genitori, la moglie separata e la figlioletta di cinque anni. Tutti sono testimoni del suo dolore, evitano di lasciarlo solo. Ma Ugo sprofonda nell'inferno della sofferenza, di cui tiene traccia nei suoi taccuini, come una sorta di deterrente. E il giorno tanto atteso arriva: gli spiegano molte cose, sulle quali egli tace, poi segue il buio e il silenzio. Al risveglio Ugo ha per la prima volta la sensazione di una respirazione viva e libera ed ogni giorno gli porta una nuova gioia. I tubi sono rimossi, la ferita guarisce senza traumi. D'ora in poi si muoverà, dapprima con la sedia a rotelle, poi con le sue gambe.
Anche il suo aspetto esteriore cambia: migliorando la dieta diventa un po’ più robusto e con una maggiore ossigenazione del sangue la sua pelle perde il colorito livido. Idealmente aveva appeso le scarpe al suo vecchio cuore, come a ricordare che per lui non servono. Ora però tutto gli è consentito, come il gioco del tennis o la salita su una torre. Così, riprendendosi queste scarpe, si congeda anche dal cuore che, per quanto affaticato, è stato utile a un altro trapianto e ora vive lontano da lui, mentre in lui, il cuore e i polmoni donati da un altro sono assorbiti senza estraneità. L'ultima immagine del libro mostra Ugo sull'aereo di ritorno, che guarda l'Arno andargli incontro.

## Edizioni
- Ugo Riccarelli, Le scarpe appese al cuore: storia di un trapianto, Feltrinelli, Milano 1995
- Ugo Riccarelli, Le scarpe appese al cuore, Mondadori, Milano 2003
- Ugo Riccarelli, Le scarpe appese al cuore, Oscar Mondadori, Milano 2013